# Dixit Dominus (Гендель)
«Dixit Dominus» (HWV 232 у каталозі творів Генделя) — музичний твір Георга Фрідріха Генделя на латинський текст псалому 109 («Вульгата» 109), який починається словами «Dixit Dominus» («Сказав Господь»).

## Історія написання
Гендель написав цей твір у 21-річному віці під час трирічного перебування в Італії. Ймовірно, він почав писати твір, коли він перебував у Венеції і Флоренції, а завершив його 11 квітня 1707 року, коли вже приїхав до Риму. «Dixit Dominus» — після твору «Laudate pueri» (HWV 236) для соло сопрано і струнних — належить до найбільш ранніх збережених духовний творів Генделя. Влітку того ж року Гендель поклав на музику наступні псалми латинською мовою «Laudate pueri» (HWV 237) і «Nisi Dominus» (HWV 238), а в жовтні написав свою першу оперу «Родріґо».
Імовірно, що кардинал Карло Колонна (1665–1739) замовив написання «Dixit Dominus». Найімовірніше, що вперше цій твір був виконаний 16 та 17 липня 1707 року як частина вечірньої з нагоди щорічного святкування ордену Кармелітів у римо-католицькій церкві Санта-Марія-ін-Монтесанто на П'яцца-дель-Пополо. Проте, немає історичних підтверджень цієї події. Гендель дириґував цим твором принаймні одного дня (можливо навіть, і протягом двох днів). Крім того, на святкуванні також звучали його інші твори «Laudate pueri», «Nisi Dominus», антифони «Haec est Regina virginum» та «Te decus virgineum» (HWV 235 і 243), а також мотети «Saeviat tellus inter rigores» (HWV 240) і, можливо, також «Salve Regina» (HWV 241). 
Партитура була опублікована в 1867 році. 

## Структура твору
Основна тональність твору соль мінор. Твір складається з дев'яти частин; остання частина — доксологія — не належить псалому. Виконання твору триває приблизно 35–40 хвилин. 
| Частина | Тип і голос         | Текст (українською)                                                                                 | Текст (латиною) | Оригінал Біблійний іврит                                |
| ------- | ------------------- | --------------------------------------------------------------------------------------------------- | --- | ------------------------------------------------------- |
| 1       | Хор                 | Сказав Господь Владиці моєму: «Засядь праворуч мене, доки не покладу ворогів твоїх тобі підніжком». | Dixit Dominus Domino meo: Sede a dextris meis, donec ponam inimicos tuos scabellum pedum tuorum.                         | נְאֻם יְהוָה, לַאדֹנִי - שֵׁב לִימִינִי; עַד-אָשִׁית אֹיְבֶיךָ, הֲדֹם לְרַגְלֶיךָ. |
| 2       | Арія (соло альта)   | Жезло твоєї сили Господь простягне з Сіону; пануй посеред ворогів твоїх!                            | Virgam virtutis tuae emittet Dominus ex Sion: dominare in medio inimicorum tuorum.                                       | מַטֵּה-עֻזְּךָ - יִשְׁלַח יְהוָה, מִצִּיּוֹן; רְדֵה, בְּקֶרֶב אֹיְבֶיךָ.            |
| 3       | Арія (соло сопрано) | З тобою володарство, відколи ти народився у святій оздобі; перед зорею я зродив тебе, неначе росу.  | Tecum principium in die virtutis tuae splendoribus sanctorum. Ex utero ante luciferum genui te.                          | נְדָבֹת, בְּיוֹם חֵילֶךָ: בְּהַדְרֵי-קֹדֶשׁ, מֵרֶחֶם מִשְׁחָר; לְךָ, טַל יַלְדֻתֶיךָ.   |
| 4       | Хор                 | Клявся Господь і каятись не буде:                                                                   | Juravit Dominus et non paenitebit eum:                                                                                   | נִשְׁבַּע יְהוָה, וְלֹא יִנָּחֵם--                                   |
| 5       | Хор                 | «Ти — Єрей повіки на зразок Мелхіседека».                                                           | Tu es sacerdos in aeternum secundum ordinem Melchisedech.                                                                | אַתָּה-כֹהֵן לְעוֹלָם; עַל-דִּבְרָתִי, מַלְכִּי-צֶדֶק.                      |
| 6       | Солісти та хор      | Господь по правиці у тебе: розіб'є царів у день гніву свого.                                        | Dominus a dextris tuis, confregit in die irae suae reges.                                                                | אֲדֹנָי עַל-יְמִינְךָ; מָחַץ בְּיוֹם-אַפּוֹ מְלָכִים.                      |
| 7       | Хор                 | Судитиме народи; повно трупу; розіб'є на землі голови по всіх усюдах.                               | Judicabit in nationibus, Implebit ruinas, conquassabit capita in terra multorum.                                         | יָדִין בַּגּוֹיִם, מָלֵא גְוִיּוֹת; מָחַץ רֹאשׁ, עַל-אֶרֶץ רַבָּה.             |
| 8       | Дует сопрано і хор  | З потоку питиме в дорозі, тому він голову підніме.                                                  | De torrente in via bibet, propterea exaltabit caput.                                                                     | מִנַּחַל, בַּדֶּרֶךְ יִשְׁתֶּה; עַל-כֵּן, יָרִים רֹאשׁ.                       |
| 9       | Хор                 | Слава Отцю, і Сину, і Святому Духові, і нині і повсякчас і на віки вічні. Амінь                     | Gloria Patri, et Filio, et Spiritui Sancto, Sicut erat in principio, et nunc, et semper, et in saecula saeculorum. Amen. | -                                                       |

## Голосові партії та склад оркестру
Твір був написаний у бароковому стилі для п'яти солістів (2 сопрано, альт, тенор, бас), п'ятиголосого хору (2 сопрано, альт, тенор, бас) і оркестру (скрипка I+II, альт I+II, віолончель, контрабас і генеральний-бас)